# 諸積兼司
諸積 兼司（もろづみ けんじ、1969年5月29日 - ）は、福島県会津若松市出身の元プロ野球選手（外野手）、コーチ。右投左打。
愛称は「モロ」。

## 経歴

### プロ入り前
学法石川高校時代に昭和61年夏、昭和62年春と甲子園大会に連続出場した。2年夏は長谷川滋利（東洋大姫路）と対戦するも敗れた。高校の同期に伊藤博康、作山和英がいる。その後、法政大学では4年春に首位打者、盗塁王となり、秋まで2季連続でベストナインを受賞。大学では同期に高村祐、3学年後輩に稲葉篤紀がいた。日立製作所では1年目の東京スポニチ大会で3本塁打するなど活躍して首位打者、新人賞、2年目は優勝に貢献してMVP、同年は都市対抗野球にも出場し、社会人野球・年間ベストナインとなった。1993年のドラフト5位で千葉ロッテマリーンズに入団した。背番号は00。

### ロッテ時代
プロ初出場を果たした1年目の1994年4月13日の近鉄戦（藤井寺球場）で、法大の同級生である高村からプロ初安打を記録した。2年目の1995年、ボビー・バレンタイン監督に「女の子のような投げ方をする選手だ」と言われながら、「1番・中堅手」として定着。規定打席にも到達し、打率.290（打率リーグ6位）、24盗塁を記録した。
1997年からは背番号を0に変更した。
1999年には2度目の規定打席到達とともに打率.280を記録した。
2002年はアルト・ロペスが持つ球団記録の26試合連続安打に次ぐ（当時）、24試合連続安打を記録した。
2004年オフの契約更改時には、この年Bクラスとなった他球団のうち、自分の成績に近い選手25名の年俸一覧表を持参して交渉したものの、前年比20%ダウンの提示を受け、「おかしい、こんなことは許されない」と発言した。
2006年9月19日に出場機会の減少から現役引退を発表。引退試合である9月24日の北海道日本ハムファイターズ戦（千葉マリンスタジアム）で「1番・中堅手」で先発出場し、初回の打席で金村曉から中前安打を放って交代した。この試合を含めて、同年は20試合に出場した。

### 現役引退後
2006年に行われたフェニックスリーグから、コーチとして参加した。背番号は73。2007年は二軍のバント兼外野守備走塁コーチ、2008年からは一軍バント兼一塁ベースコーチを務め、2010年は一軍外野守備走塁コーチに配置転換となった。
2011年に編成部調査担当としてフロント入りし、2012年12月には東京六大学および埼玉・北関東の高校生を担当するスカウトとなった。
2017年11月24日、2018年より、二軍外野守備走塁コーチとして8年ぶりに現場復帰することが発表された。背番号は83。2023年まで同職を務め、2024年は二軍外野守備コーチを担当する。2025年からは再度二軍外野守備兼走塁コーチを担当する。

## 選手としての特徴
晩年は打撃の衰えもあり外野の控えに回ることが多かったが、安定した守備と走塁の技術があり、特に守備では外野手としては弱肩だったものの年齢を感じさせないヘッドスライディングキャッチなどガッツあふれるプレーを見せた。それが元で顔にすり傷を負ったこともある。

## 人物
時折見せるコミカルな動作や馴染み易いキャラクターから、出場機会が減ってからもファンに非常に愛された。彼が守備に就く際には、スタンドから「モロ」コールが起こった。
雨で試合が中止になった際、ホームのダートサークル上の、水の溜まった防水シートにヘッドスライディングするパフォーマンスがファンの人気を集めており、一軍コーチとなった2008年は「雨のヘッドスライディング」が球団イベントとして企画されていた。8月17日の試合が降雨ノーゲームとなった際には、「40前だし、やらないよ」と最初は拒否していたものの、ファンからの「諸積」コールに応え、防水シートへのヘッドスライディングを披露した。

## 詳細情報

### 年度別打撃成績
| 年 度      | 球 団      | 試 合 | 打 席 | 打 数 | 得 点 | 安 打 | 二 塁 打 | 三 塁 打 | 本 塁 打 | 塁 打 | 打 点 | 盗 塁 | 盗 塁 死 | 犠 打 | 犠 飛 | 四 球 | 敬 遠 | 死 球 | 三 振 | 併 殺 打 | 打 率 | 出 塁 率 | 長 打 率 | O P S |
| ---------- | ---------- | ----- | ----- | ----- | ----- | ----- | -------- | -------- | -------- | ----- | ----- | ----- | -------- | ----- | ----- | ----- | ----- | ----- | ----- | -------- | ----- | -------- | -------- | ----- |
| 1994       | ロッテ     | 4     | 6     | 6     | 2     | 1     | 0        | 0        | 0        | 1     | 0     | 0     | 0        | 0     | 0     | 0     | 0     | 0     | 2     | 0        | .167  | .167     | .167     | .333  |
| 1995       | ロッテ     | 97    | 413   | 362   | 44    | 105   | 9        | 3        | 1        | 123   | 20    | 24    | 12       | 14    | 0     | 36    | 0     | 1     | 67    | 1        | .290  | .356     | .340     | .696  |
| 1996       | ロッテ     | 112   | 373   | 316   | 40    | 80    | 9        | 4        | 0        | 97    | 11    | 15    | 8        | 15    | 1     | 39    | 2     | 2     | 79    | 0        | .253  | .338     | .307     | .645  |
| 1997       | ロッテ     | 111   | 355   | 299   | 49    | 78    | 6        | 6        | 0        | 96    | 13    | 12    | 8        | 10    | 1     | 45    | 0     | 0     | 56    | 2        | .261  | .357     | .321     | .678  |
| 1998       | ロッテ     | 103   | 217   | 190   | 30    | 53    | 6        | 4        | 0        | 67    | 18    | 4     | 5        | 4     | 3     | 19    | 0     | 1     | 22    | 1        | .279  | .343     | .353     | .695  |
| 1999       | ロッテ     | 124   | 475   | 432   | 56    | 121   | 19       | 5        | 2        | 156   | 33    | 10    | 7        | 14    | 0     | 28    | 0     | 1     | 74    | 1        | .280  | .325     | .361     | .686  |
| 2000       | ロッテ     | 117   | 412   | 354   | 56    | 96    | 16       | 3        | 1        | 121   | 24    | 8     | 4        | 13    | 3     | 35    | 0     | 7     | 58    | 2        | .271  | .346     | .342     | .688  |
| 2001       | ロッテ     | 67    | 165   | 141   | 16    | 25    | 2        | 1        | 0        | 29    | 5     | 3     | 2        | 10    | 0     | 14    | 0     | 0     | 23    | 1        | .177  | .252     | .206     | .457  |
| 2002       | ロッテ     | 125   | 361   | 322   | 41    | 81    | 17       | 2        | 2        | 108   | 16    | 18    | 3        | 11    | 1     | 24    | 0     | 3     | 63    | 4        | .252  | .309     | .335     | .644  |
| 2003       | ロッテ     | 46    | 95    | 84    | 11    | 18    | 2        | 1        | 0        | 22    | 6     | 4     | 1        | 2     | 0     | 8     | 0     | 1     | 16    | 3        | .214  | .290     | .262     | .552  |
| 2004       | ロッテ     | 97    | 102   | 86    | 10    | 23    | 0        | 1        | 1        | 28    | 2     | 4     | 2        | 4     | 0     | 11    | 0     | 1     | 20    | 2        | .267  | .357     | .326     | .683  |
| 2005       | ロッテ     | 87    | 35    | 32    | 11    | 8     | 3        | 1        | 0        | 13    | 3     | 1     | 1        | 1     | 0     | 2     | 0     | 0     | 7     | 0        | .250  | .294     | .406     | .700  |
| 2006       | ロッテ     | 20    | 5     | 4     | 2     | 2     | 0        | 1        | 0        | 4     | 2     | 0     | 0        | 1     | 0     | 0     | 0     | 0     | 1     | 0        | .500  | .500     | 1.000    | 1.500 |
| 通算：13年 | 通算：13年 | 1110  | 3014  | 2628  | 368   | 691   | 89       | 32       | 7        | 865   | 153   | 103   | 53       | 99    | 9     | 261   | 2     | 17    | 488   | 17       | .263  | .332     | .329     | .662  |

### 記録
初記録
- 初出場・初先発出場：1994年4月13日、対近鉄バファローズ1回戦（藤井寺球場）、「1番・中堅手」で先発出場
- 初打席・初安打：同上、1回表に高村祐から
- 初盗塁：1995年5月24日、対西武ライオンズ10回戦（千葉マリンスタジアム）、3回裏に二盗（投手：郭泰源、捕手：伊東勤）
- 初打点：1995年5月30日、対近鉄バファローズ9回戦（千葉マリンスタジアム）、7回裏に池上誠一から
- 初本塁打：1995年7月7日、対福岡ダイエーホークス14回戦（千葉マリンスタジアム）、3回裏に下柳剛から右越2ラン

節目の記録
- 1000試合出場：2004年9月14日、対大阪近鉄バファローズ26回戦（千葉マリンスタジアム）、9回表に中堅手で出場 ※史上399人目

その他の記録
- 24連続試合安打：2002年5月25日 - 7月17日

### 背番号
- 00（1994年 - 1996年）
- 0（1997年 - 2006年）
- 73（2007年 - 2010年）
- 83（2018年 - ）